# Shibata (stad)
Shibata (Japans: 新発田市, Shibata-shi) is een stad in de prefectuur Niigata in Japan.
De stad is 532,82 km² groot en heeft 103.610 inwoners (2007).

## Geschiedenis
Sanjō is sinds 1 januari 1947 een stad (shi).

## Bezienswaardigheden
- De Tsukioka-onsen (warme bron);
- de ruïnes van het kasteel Shibata waar in het voorjaar de kersenbloesem (sakura) volop in bloei staat;
- de Shimizuen-tuin en het Ijimino-park.

## Stedenband
Shibata heeft een stedenband met
- Orange City in Iowa, U.S.A.

## Verkeer
Shibata ligt aan de Uetsu-lijn en aan de Hakushin-lijn van JR East.
Shibata ligt aan de Nihonkai-Tohoku-autosnelweg en aan de  autowegen 7, 113, 290 en 460.

## Geboren
- Hisashi Owada (1932), hoogleraar, diplomaat en rechter bij het Internationale Gerechtshof